# Seznam hlav Ingušska
Toto je seznam hlav Ingušska:
- Ruslan Aušev (18. února 1993 – 28. dubna 2002)
- Murat Zjazikov (23. května 2002 – 30. října 2008)
- Junus-bek Jevkurov (30. října 2008 – 26. června 2019)
- Machmud-Ali Kalimatov (od 26. června 2019)